# Olinto Landini
Olinto Landini (Arezzo, 30 settembre 1921 – Arezzo, 31 gennaio 1969) è stato un sindacalista e politico italiano.

## Biografia
Maggiore di cinque fratelli — Umberto, Celso, Pasquale e Giuliano — Olinto Landini nacque nella frazione Venere del comune di Arezzo, dall'unione di Pia Casali e Santi Landini, invalido di guerra e impiegato in funzione di agente dell’amministrazione daziaria locale.
Cresciuto serbando in animo sentita formazione sociale cristiana, dopo aver conseguito il diploma di Ragioneria fu assunto dal Consorzio trebbiatori e successivamente, declinando impieghi lontani della realtà aretina, accettò ruolo di ispettore dal Consorzio agrario provinciale, carica che gli permise di appagare la propria passione verso temi sociali e politici, agli albori degli anni Quaranta difatti, distinguendosi come promotore, tra gli altri, delle attività svolte nei Circoli giovanili cattolici e volti a forgiare le nuove generazioni perché fossero in grado di assumere impegni da intraprendere in previsione della fine della dittatura. Ad agosto 1944, Landini partecipò alla costituzione dell'aretina Democrazia Cristiana, personalmente occupandosi dei problemi inerenti al mondo del lavoro e a distanza di alcuni mesi, rivelandosi tra i fautori delle Associazioni Cristiane Lavoratori Italiani (ACLI), ente da cui poi ricevette sostegno nel corso della lunga carriera sindacale, assiduamente volta alla difesa e promozione dei valori del solidarismo cristiano. Nel settembre successivo, la D.C. e le varie associazioni cattoliche, lo designarono a rappresentare la corrente cristiana all'interno della CGIL, operando in qualità di membro della segreteria provinciale, incarico durante il quale, concentrato nella tutela dei diritti dei lavoratori, sovente si trovò a divergere con il partito d'appartenenza, in particolare allorché in gioco si presentarono le afflizioni patite dalla mezzadria e dunque l’opportunità di un soccorso che le sezioni della Democrazia Cristiana avrebbero dovuto offrire assicurando l’adesione dei lavoratori cattolici al sindacato unitario. Nel primo congresso CGIL, avvenuto a giugno 1945, Olinto Landini fu confermato delegato della corrente sindacale cristiana ed in occasione del seguente evento, avvenuto ad ottobre 1946, benché venne meno l'accordo tra le tre correnti sindacali, fu confermato segretario, dimettendosi però nel 1947, a causa di divergenze con la maggioranza, nonché rivendicando l’autonomia della CGIL dall’influenza politica dei partiti di sinistra. Le problematiche riguardanti l’autonomia sindacale, peraltro comuni alle altre realtà nazionali, in un'Italia segnata da un clima politico e sociale segnatamente teso, si acuirono nel mese di luglio del 1948, in concomitanza dello sciopero generale successivo all’attentato subito da Palmiro Togliatti, promosso dalle correnti socialista e comunista, evento che sancì la scissione del sindacato unitario da parte dei sindacalisti cristiani. Dall’estate 1948, Olinto Landini fu così principale promotore territoriale della Libera Confederazione Generale del Lavoro (LCGL), istituzione composta da laici e cattolici, dalla quale sorgerà poi la Confederazione Italiana Sindacati Lavoratori (CISL), momento in cui Landini fu convocato a Roma per assumere la funzione di Segretario particolare dell’on. Giulio Pastore, allora segretario generale del neo sindacato. A fine incarico, tornato ad Arezzo, Landini fu eletto segretario generale della CISL provinciale, incarico mantenuto fino al 1965, anche presiedendo i Comitati Provinciali INAM e INPS. Negli anni Cinquanta e Sessanta, Olinto Landini fu ripetutamente eletto nel consiglio comunale di Arezzo per la Democrazia Cristiana, infine abbandonando a causa dell'incompatibilità tra il mandato sindacale e gli incarichi politici, stabilita dalla Confederazione.
Colpito da forma tumorale, in aiuto contro cui amorevolmente si spese cercando anche soluzioni all'estero, il fratello minore Giuliano, Olinto Landini si spense all'età di 48 anni, lasciando moglie e due figli.